# Damaralândia

Bandeira proposta para o bantustão da Damaralândia (1979).

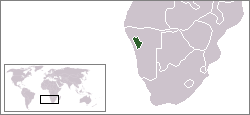
Localização da Damaralândia.

Damaralândia (neologismo de origem alemã: terra dos damaras) foi, de finais do século XIX até ao final da Primeira Guerra Mundial, o norte da região central do Sudoeste Africano Alemão, coincidente com o território habitado pelos povos de etnia herero, povos que no século XIX eram em geral referidos pelos europeus como os "damaras". A região tinha fronteiras imprecisas, sendo limitada a norte pela Ovambolândia, a oeste pelo Deserto do Namibe, a leste pelo Deserto do Calaári, e a sul pela região de Vinduque. Na literatura portuguesa o nome aparece por vezes aplicado a toda a colónia alemã do Sudoeste Africano.
O nome caiu em desuso com o fim da presença alemã no sudoeste da África, mas foi retomado na década de 1970 pelo regime do apartheid sul-africano que iniciou a constituição de um bantustão designado por "Damaralândia" destinado a ser o "estado autónomo" do povo damara. Com esse objetivo, em 1980 foi criado um governo local e iniciadas as mudanças institucionais necessárias à constituição da nova entidade política. O projetado bantustão da Damaralândia ficava situado no extremo costeiro ocidental do território que no século XIX fora conhecido por aquele nome, com uma extensão muito inferior ao território histórico. A nova Damaralândia, como todos os outros projetados bantustões do Sudoeste Africano, foi abolida em maio de 1989, no início do processo de transição que levou à independência da Namíbia.